# Ян Ян (актёр)
Ян Ян (кит. упр. 楊洋, пиньинь Yáng Yáng; род. 9 сентября 1991, Шанхай) — китайский актёр, танцор, певец и модель.

## Биография
Дебютировал в китайском телевизионном сериале «Сон в красном тереме». С тех пор получил известность благодаря ролям в сериалах «Затерянная гробница» (2015), «Девушка-вихрь» (2015), «Лёгкая улыбка покоряет мир» (2016), «Мир боевых искусств» (2018), Аватар короля (2019), «Ты моя слава» (2021) и фильмам «Левое ухо» (2015), «Я принадлежу тебе» (2016), «Однажды», «Авангард: Арктические волки».
Трижды входил в список Forbes 100 китайских знаменитостей: 5-е место в 2017 году, 27-е в 2019 году, 44-е в 2020 году.

## Детство и юность
В 11 лет поступил на факультет танца в Академию искусств Народно-освободительной армии Китая.
Также в течение года учился актёрскому искусству в Центральной академии драмы.

## Карьера

### 2007—2014: Начало
В декабре 2007 года его выбрала режиссёр Ли Шаохун из 6 кандидатов на главную роль Цзя Баоюй в сериале «Сон в красном тереме». Один из самых дорогих китайских телевизионных сериалов, бюджет которого составил 118 млн юаней ($17,55 млн), премьера 50-серийного сериала состоялась 6 июля 2010 года.
После съемок сериала Ли Шаохун и её компания Rosat Enterntintment подписали с Ян Яном 15-летний контракт на его представительство, который он расторг через суд спустя 7 лет в 2014 году по причине неудовлетворительных результатов по его продвижению как актёра. Суд удовлетворил его иск.
В 2011 Ян принял участие в патриотическом фильме «Основание партии», описывающем основание Коммунистической партии Китая Он продолжил сниматься, приняв участие в военных сериалах «Война не верит слезам» (2012) и «Окончательное завоевание (сериал 2013)» и романтическом сериале «Цветы середины лета(сериал, 2013)», но особого успеха не возымел, что привело к упоминаемому выше расторжению контракта с Rosat Enternteinment 29 апреля 2014 года

### 2015—2016: Растущая популярность и прорыв
Известность Ян Яна начала расти после его участия в фильме «Левое ухо» (2015), фильм о взрослении, который также был дебютом режиссёра Алека Су Фильм стал хитом проката и Ян Ян получил положительные отзывы за его исполнения роли Сю И.
Затем он принял участие в развлекательном шоу про путешествия «Дивы в дороге», которое получило широкую огласку в Интернете во время трансляции и помогло Ян Яну занять первое место в рейтинге «Китайские звезды реалити шоу 2015 года».
Позже в том же году он снялся в приключенческом боевике веб-сериале «Затерянная гробница», сценарий которого основан на новелле Daomu Biji с тем же названием. «Затерянная гробница» стала самой популярным веб сериалом года и Ян ЯН получил признание от фанатов новеллы и зрителей за воплощение роли Чжан Цилина.
Следующей его ролью стал главный герой спортивного молодёжного сериала «Девушка-вихрь», который заработал один из самых высоких рейтингов того года Он также выпустил свой первый сингл «Нежная любовь».
В конце года он выиграл несколько наград, включая «Самый популярный актёр года» на 4th iQiyi All Star карнавале 2016 года, а также награды «Самого ожидаемого актёра» и «Самого влиятельного актёра» на China TV Drama Awards.
Ян Ян принял участие в первый раз в «Новогодней Гале CCTV 2016 года», где его выступление вместе с Тонг Тиксином с песней «Отец и сын» была признана самым популярным номером программы.
Он снялся в молодёжном романтическом сериале «Лёгкая улыбка покоряет мир» (2016), основанном на книге Гу Ман с тем же названием Сериал стал интернациональным хитом и занимает первое место по просмотрам среди современных сериалов Китая. После выхода «Лёгкой улыбки покоряет мир», Ян Ян испытал огромный скачок популярности и стал одним из первых представителей феномена современной китайской развлекательной индустрии — трафиковой звездой
Китайские пользователи интернета определили его в Большую четвёрку (Si Da) трафиковых звезд, состоящей из Ян Яна, Криса Ву, Лу Ханя, бывших участников Exo и актёра Ли Ифаня
Затем он принял участие в романтическом фильме «Я принадлежу тебе», где сыграл необычную для себя роль неуклюжего программиста, фильм смог завоевать известность и обрел большой коммерческий успех для романтического фильма, произведенного в Китае он вошел в список CBN Weekly «10 китайских знаменитостей с наибольшей коммерческой значимостью»

### 2017—н. в.: продолжающийся успех
Ян Ян исполнил главную роль наследного принца Небесного царства Йе Хуа в романтическом фентезийном фильме «Однажды» вместе с Лю Ифэй. Фильм получил смешанные отзывы от критиков и аудитории.
В 2018 он исполнил главную роль Ли Дона в фэнтезийном экшн-сериале «Мир боевых искусств» Forbes Китай включил Ян Яна в свой список Азия 30 до 30 , состоящий из 30 влиятельных людей до 30 лет, которые оказывают существенный эффект в своих сферах деятельности
Ян Ян исполнил главную роль Йе Сю в киберспортивном сериале «Аватар короля», в которой фигурировала вымышленная киберспортивная игра «Слава (Glory)»
В 2020 он исполнил роль второстепенную роль Лэй Чжэнь Ю в фильме Джекки Чана «Авангард: Арктические волки» В том же году он исполнил главную роль Ян По Юэ в военном сериале «Слава спецвойск», срежиссированную Сюй Цзичжоу
В июле было объявлено, что Ян Ян снимется в сериале «Ты моя слава» вместе с Дильрабой Дильмурат. Официальную церемонию запуска съёмок провели 29 сентября в Шанхае. Съёмки завершились 12 января. Сериал вышел в эфир 26 июля 2021 года на интернет платформе Tencent video в Китае и на сайте и приложении WeTV для международных зрителей.
16 августа 2021 года «Ты моя слава» обрушил китайские сервера Tencent Video и международные сервера WeTV желающими оплатить последние 6 серий сериала и увидеть свадьбу героев. Официальный аккаунт Tencent Video в Weibo написал: «Свадебные ворота сломаны гостями, желающими попасть на свадьбу. Мы работаем над проблемой». Обрушение серверов попало в Тренды, проблема была решена в течение часа.
31 марта 2022 года Ян Ян сообщил в своем официальном Weibo о том, что «Слава спецназа» выйдет в эфир 5 апреля 2022 года. Сериал транслировался на двух региональных каналах Dragon TV и Zhejiang TV, а также на 3 онлайн-платформах: Tencent Video, iQiyi и Youku.
8 апреля 2022 года Ян Ян объявил в Weibo о том, что «Кто правит миром» выйдет в эфир эксклюзивно на Tencent Video для Китая и WeTV для остального мира, 18 апреля 2022 года.

## Другое
Ян Ян в декабре 2016 стал первым артистом, изображение которого было напечатано на почтовых марках Китая.
19 февраля 2017 года его восковую фигуру представили на выставке музея Мадам Тюссо в Шанхае Его вторую восковую фигуру выставили в Музее мадам Тюссо в Пекине 19 июля 2017 года.
4 декабря 2020 года Dunhill, британский бренд товаров класса люкс назначил Ян Яна своим новым Глобальным послом.
8 сентября 2021 года всемирно известный ювелирный бренд Bulgari представил Ян Яна своим новым лицом бренда.

## Фильмография

### Фильмы
| Год  | Русское название                                       | Оригинальное название | Роль             | Примечание          | Ссылки |
| ---- | ------------------------------------------------------ | --------------------- | ---------------- | ------------------- | ------ |
| 2011 | Основание партии                                       | 建党伟业              | Ян Кайчжи        | Второстепенная роль | [ 6 ]  |
| 2012 | Радостное воссоединение (Ешь, пей, мужчина, женщина 2) | 饮食男女2012          | Ши Чжэ (молодой) | Второстепенная роль | [ 45 ] |
| 2015 | Шанхайский нуар                                        | 暴走神探              | Чзан Ши У        | Второстепенная роль | [ 46 ] |
| 2015 | Левое ухо                                              | 左耳                  | Сю И             | Второстепенная роль | [ 11 ] |
| 2016 | Я принадлежу тебе                                      | 从你的全世界路过      | Мао Шиба         | Второстепенная роль | [ 27 ] |
| 2017 | Однажды (китайский фильм 2017)                         | 三生三世十里桃花      | Йе Хуа           | Главная роль        | [ 30 ] |
| 2020 | Авангард: Арктические волки                            | 急先锋                | Лэй Чжэнь Ю      | Главная роль        | [ 35 ] |

### Телесериалы
| Год  | Русское название           | Оригинальное название | Роль                    | Примечание          | Канал                                         | Ссылки |
| ---- | -------------------------- | --------------------- | ----------------------- | ------------------- | --------------------------------------------- | ------ |
| 2010 | Сон в красном тереме       | 红楼梦                | Цзя Баоюй               | Главная роль        | QTV                                           | [ 3 ]  |
| 2011 | Мелодия юности             | 青春旋律              | Нин Хао                 | Главная роль        | CCTV                                          | [ 47 ] |
| 2012 | Война не верит слезам      | 战争不相信眼泪        | Ду Чан Ю                | Второстепенная роль | STV                                           | [ 8 ]  |
| 2012 | Обновление 3+7             | 刷新3+7               | Хе Тяньже               | Второстепенная роль | Dragon TV                                     | [ 48 ] |
| 2013 | Легенда о Ло               | 新洛神                | Цао Жи                  | Второстепенная роль | Jiangsu TV                                    | [ 49 ] |
| 2013 | Окончательное завоевание   | 武间道                | Бай Няньшен             | Главная роль        | Sichuan TV                                    | [ 9 ]  |
| 2013 | Цветы середины лета        | 花开半夏              | Лу Юан                  | Второстепенная роль | Hunan TV                                      | [ 10 ] |
| 2014 | Фонари                     | 花灯满城              | Фей Ю                   | Второстепенная роль | Hunan TV                                      | [ 50 ] |
| 2014 | Маленькие времена          | 小时代之折纸时代      | Нил                     | Второстепенная роль | Youku                                         | [ 51 ] |
| 2015 | Четверо                    | 少年四大名捕          | У Цин                   | Главная роль        | Hunan TV                                      | [ 52 ] |
| 2015 | Затерянная гробница        | 盗墓笔记              | Чжан Цилин              | Главная роль        | iQiyi                                         | [ 16 ] |
| 2015 | Девушка-вихрь              | 旋风少女              | Руо Бай                 | Главная роль        | Hunan TV                                      | [ 18 ] |
| 2016 | Лёгкая улыбка покоряет мир | 微微一笑很倾城        | Сяо Най                 | Главная роль        | Dragon TV, Jiangsu TV                         | [ 24 ] |
| 2016 | Мой милый глупый муж       | 我的蠢萌老公          | Ян Кан                  | Главная роль        | iQiyi                                         | [ 53 ] |
| 2018 | Хроники города Цзянь       | 茧镇奇缘              | Хуан Мору               | Второстепенная роль | Mango TV                                      | [ 54 ] |
| 2018 | Мир боевых искусств        | 武动乾坤              | Лин Дон                 | Главная роль        | Dragon TV                                     | [ 31 ] |
| 2019 | Аватар короля              | 全职高手              | Йе Сю / Йе Чу           | Главная роль        | Tencent                                       | [ 34 ] |
| 2020 | Вместе                     | 在一起                | Жу Бин                  | Главная роль        | Dragon TV                                     | [ 55 ] |
| 2021 | Ты моя слава               | 你是我的荣耀          | Юй Ту                   | Главная роль        | Tencent                                       | [ 56 ] |
| 2022 | Слава спецназа             | 特战荣耀              | Ян По Юэ                | Главная роль        | Dragon TV, Zhejiang TV, Tencent, iQiyi, Youku | [ 36 ] |
| 2022 | Кто правит миром           | 且试天下              | Лан Фэн Си / Хэй Фэн Си | Главная роль        | Tencent                                       |        |

### Короткометражные фильмы
| Год  | Название                                       | Оригинальное название | Ссылки. |
| ---- | ---------------------------------------------- | --------------------- | ------- |
| 2016 | В поиске легенды о Нянь                        | 寻年传说              |         |
| 2016 | Шоу о еде Be and Cherry                        | 百草味演吃会          | [ 57 ]  |
| 2016 | Исцеляющий остров                              | 治愈之岛              | [ 58 ]  |
| 2016 | Цветы жасмина                                  | 茉等花开              | [ 59 ]  |
| 2016 | Мой VR парень                                  | 我的VR男友            | [ 60 ]  |
| 2016 | Я телефон Ян Яна                               | 我是你的咩咩phone     | [ 61 ]  |
| 2016 | Улыбка И Ц                                     | 衣q博士的微微一笑     | [ 62 ]  |
| 2017 | Путешествие через легкую улыбку                | 穿越笑倾城            | [ 63 ]  |
| 2017 | Магическое путешествие лилипута                | 小人国奇幻之旅        | [ 64 ]  |
| 2017 | Любовь к Жасмин                                | 茉莉之恋              | [ 65 ]  |
| 2017 | Любовь, смерть и перерождение                  | 爱向死而生            | [ 66 ]  |
| 2017 | Защитить и никогда не отпускать                | 守护不放              |         |
| 2018 | Музыка для Жасмна, настоящее признание в любви | 音为茉莉 真情告白     | [ 67 ]  |
| 2019 | Выбор звезды                                   | 摘星者                | [ 68 ]  |
| 2019 | 1970, Я главный герой                          | 70年，我是主角        | [ 69 ]  |

### Телевизионные шоу
| Год  | Русское название       | Оригинальное название | Роль     | Канал      | Ссылки. |
| ---- | ---------------------- | --------------------- | -------- | ---------- | ------- |
| 2013 | Звёздный солдат        | 防务精英之星兵报到    | Участник | Beijing TV | [ 70 ]  |
| 2015 | Дивы в дороге, 2 сезон | 花儿与少年            | Участник | Hunan TV   | [ 13 ]  |
| 2020 | Непреодолимый          | 元气满满的哥哥        | Участник | Hunan TV   | [ 71 ]  |

### Музыкальные видеоклипы
| Год  | Русское название                 | Оригинальное название | Певец                       | Ссылки. |
| ---- | -------------------------------- | --------------------- | --------------------------- | ------- |
| 2010 | Подарив мне Сон в красном тереме | 许我一个红楼梦        | Лин Шень                    |         |
| 2017 | Для меня, 17-летнего             | 给17岁的自己          | Актёры Таинственного фрукта | [ 72 ]  |

### Театр
| Год  | Русское название     | Оригинальное название | Роль      | Ссылки. |
| ---- | -------------------- | --------------------- | --------- | ------- |
| 2009 | Сон в красном тереме | 红楼梦                | Цзя Баоюй |         |

## Дискография

### Синглы
| Год  | Русское название                           | Оригинальное название | Альбом                             | Примечания и ссылки                                             |
| ---- | ------------------------------------------ | --------------------- | ---------------------------------- | --------------------------------------------------------------- |
| 2011 | «Одуванчик»                                | 蒲公英                | Мелодия Юности OST                 | С Чжоу Ми, Ма Су, Цзян Мэнцзе и Су Цин                          |
| 2015 | «Лететь с легким сердцем»                  | 放心去飞              | Левое ухо OST                      | С Охо Оу и Ху Ся                                                |
| 2015 | «Дивы в дороге»                            | 花儿与少年            | Дивы в дороге OST                  |                                                                 |
| 2015 | «Нежная любовь»                            | 安心的温柔            | Сингл                              | [ 20 ]                                                          |
| 2016 | «Летний танец гладких волос»               | 夏日顺发舞            |                                    | Промо песня для брэнда шампуня Rejoice                          |
| 2016 | «Одна улыбка очень красива»                | 微微一笑很倾城        | Лёгкая улыбка покоряет мир OST     |                                                                 |
| 2016 | «Любовь безумна»                           | 爱是一个疯字          |                                    | [ 75 ]                                                          |
| 2016 | «Солнечный свет в глазах»                  | 瞳孔里的太阳          |                                    | Промо сингл для Всемирного дня борьбы со СПИДом 2016 года       |
| 2016 | «Отец и сын»                               | 父子                  |                                    | С Тонг Тиксином                                                 |
| 2017 | «Три жизни, десять миль персикового цвета» | 三生三世十里桃花      | Однажды (китайский фильм 2017) OST | с                                                               |
| 2017 | «Прямо как IDOL»                           | 就象是IDOL            |                                    | [ 78 ]                                                          |
| 2017 | «Сила любви»                               | 爱的力量              |                                    | Благотворительная песня для специального фонда «Солнечный свет» |
| 2018 | «Моя Весенняя Гала, Мой год»               | 我的春晚我的年        |                                    | Выступление для Галы Китайского Нового года                     |
| 2018 | «Лучшее»                                   | 最好                  |                                    | [ 80 ]                                                          |
| 2018 | «Навсегда Молодой»                         |                       |                                    | [ 80 ]                                                          |

## Награды и номинации
| Год  | Премия                                                         | Категория                         | Номинируемая работа        | Результат | Ссылка        |
| ---- | -------------------------------------------------------------- | --------------------------------- | -------------------------- | --------- | ------------- |
| 2009 | 4th BQ Celebrity Score Awards                                  | Награда новичка                   | н/д                        | Победа    |               |
| 2010 | The Mango TV Fan Festival                                      | Лучшая пара                       | Сон в красном тереме       | Победа    | [ 81 ]        |
| 2011 | China Power Awards                                             | Самая красивая новая звезда       | н/д                        | Победа    | [ 82 ]        |
| 2011 | Sohu Entertainment Awards                                      | Новое лицо                        | н/д                        | Победа    | [ 83 ]        |
| 2015 | Baidu Tieba Fans' Carnival                                     | Лучшая энергия тренда             | н/д                        | Победа    |               |
| 2015 | Bazaar Men of the Year Awards                                  | Самая привлекательная звезда года | н/д                        | Победа    | [ 84 ]        |
| 2015 | Chinese Campus Art Glory Festival                              | Самый популярный актёр            | Четверо                    | Победа    | [ 85 ]        |
| 2015 | 4th iQiyi All Star Carnival                                    | Самый популярный TV актёр         | Затерянная гробница        | Победа    | [ 21 ]        |
| 2015 | 8th China TV Drama Awards                                      | Актёр, о котором говорят все      | н/д                        | Победа    | [ 22 ]        |
| 2015 | 8th China TV Drama Awards                                      | Самый влиятельный актёр в медиа   | н/д                        | Победа    | [ 22 ]        |
| 2016 | L’Officiel Night                                               | Самый популярный актёр            | н/д                        | Победа    | [ 86 ]        |
| 2016 | Baidu Moments Press Conference                                 | Самый коммерчески значимый артист | н/д                        | Победа    | [ 87 ]        |
| 2016 | 13th Esquire Man At His Best Awards                            | Самый коммерчески значимый артист | н/д                        | Победа    | [ 88 ]        |
| 2016 | Sohu Fashion Awards                                            | Самая популярная мужская звезда   | н/д                        | Победа    | [ 89 ]        |
| 2016 | Youku Young Choice Awards                                      | Артист года                       | н/д                        | Победа    | [ 90 ] [ 91 ] |
| 2016 | Youku Young Choice Awards                                      | Персона из заголовков 2016 года   | н/д                        | Победа    | [ 90 ] [ 91 ] |
| 2017 | 2nd China Television Drama Quality Ceremony                    | Самый популярный актёр            | Лёгкая улыбка покоряет мир | Победа    | [ 92 ]        |
| 2017 | Chinese Communist Youth League (CCYL)                          | Медаль 4 мая                      | н/д                        | Победа    | [ 93 ]        |
| 2017 | 14th Esquire Man At His Best Awards                            | Человек года                      | н/д                        | Победа    | [ 94 ]        |
| 2017 | 14th Esquire Man At His Best Awards                            | Артист года                       | н/д                        | Победа    | [ 94 ]        |
| 2017 | 11th Tencent Video Star Awards                                 | VIP Звезда года                   | н/д                        | Победа    | [ 95 ]        |
| 2018 | 12th Tencent Video Star Awards                                 | VIP Звезда года                   | н/д                        | Победа    | [ 96 ]        |
| 2018 | Youku Choice Awards                                            | Самая ценная звезда               | н/д                        | Победа    | [ 97 ]        |
| 2018 | China Youth Day Gala                                           | Выдающийся молодой актёр          | н/д                        | Победа    | [ 98 ]        |
| 2018 | Chinese Communist Youth League (CCYL)                          | Выдающийся молодой актёр          | н/д                        | Победа    | [ 99 ]        |
| 2018 | 15th Esquire Man At His Best Awards                            | Выдающийся китайский артист года  | н/д                        | Победа    | [ 100 ]       |
| 2019 | China Entertainment Industry Summit (Golden Pufferfish Awards) | Самый коммерчески значимый артист | н/д                        | Победа    | [ 101 ]       |
| 2019 | Golden Bud — The Fourth Network Film And Television Festival   | Лучший актёр                      | Аватар короля              | Номинация | [ 102 ]       |
| 2019 | China Newsweek                                                 | Персона года                      | н/д                        | Победа    | [ 103 ]       |
| 2019 | Tencent Video All Star Awards                                  | VIP Звезда года                   | н/д                        | Победа    | [ 104 ]       |
| 2019 | Tencent Video All Star Awards                                  | TV Актёр года                     | Аватар короля              | Победа    | [ 104 ]       |
| 2020 | 7th The Actors of China Awards                                 | Лучший актёр (веб сериал)         | н/д                        | Номинация | [ 105 ]       |
| 2020 | Tencent Video All Star Awards                                  | VIP Звезда года                   | н/д                        | Победа    |               |